# Bröllopsdansen (Bruegel)
Bröllopsdansen är en oljemålning av den flamländske renässanskonstnären Pieter Bruegel den äldre. Den är daterad 1566, signerad BRVEGEL och sedan 1930 utställd på Detroit Institute of Arts. 
Bruegel kallades Bondebruegel och målade flera folklivsskildringar, myllrande vimmelbilder rika på detaljer. Bröllopsdansen ingår i en trio genremålningar, tillsammans med Bondbröllop (cirka 1568) och Bonddans (1568), som på likartat livfullt sätt avbildar lantbefolkningens firande av högtider i konstnärens hemtrakter i Flandern. Troligen är det dock inte bara en genremålning, för samtiden fanns tydliga moraliska budskap att utläsa. Bruden är sannolikt kvinnan som dansar centralt i bilden (något till vänster) och den enda kvinnan som har utsläppt hår och hårband i stället för vit huvudduk. Brudgummen har antagits vara den dansande mannen något till höger om mitten, med bruna byxor och tröja samt en svart kappa.
På Kungliga museet för sköna konster i Antwerpen finns sedan 1929 en samtida kopia målad i Bruegels verkstad. Den saknar såväl signering som datering men anses vara målad av en konstnär som haft tillgång till originalet. De båda målningarna är mycket snarlika; de firande människorna är nästan identiska men i Antwerpenversionen har det på 1800-talet lagts till ett flertal hus i bakgrunden. 